# ثقافة دير تاسا
ثقافة دير تاسا من المحتمل أن تكون أقدم ثقافة مشهورة في صعيد مصر، والتي تطورت حوالي 4500 قبل الميلاد. سميت على المقابر التي عثر عليها في دير تاسا، وهو موقع يقع على الضفة الشرقية لنهر النيل بين أسيوط وأخميم. مجموعة تاسيان الثقافية معروفة بإنتاج أقدم الأدوات، وهو نوع من الفخار الأحمر والبني، الذي رسم باللون الأسود على الجزء العلوي والداخلي. هذه الفخار أمر حيوي لتاريخ مختلف الحضارات المصرية ما قبل الأسرات. بما أن جميع تواريخ فترة ما قبل الأسرات ضعيفة في أحسن الأحوال، فقد طور فلندرز بيتري نظامًا يسمى «تأريخ تسلسلي» يؤرخ من خلاله التاريخ المعين، إن لم يكن التاريخ المطلق، لأي موقع من مواقع حضارات ما قبل الأسرات، وذلك من خلال فحص مقابض الفخار.
مع تقدم فترة ما قبل الأسرات في مصر القديمة، تطورت مقابض الفخار من وظيفية إلى مقابض للزينة، ويمكن استخدام أي موقع أثري له أواني فخارية أو وظيفية لتحديد التاريخ النسبي للموقع. بما أن هناك اختلافًا طفيفًا بين فخار تاسيان وبدريان، فإن ثقافة تاسيان تتداخل مع حضارة الباداري على النطاق بين التسلسل 21 و 29 بشكل كبير.
أسفرت الحفريات من مقابر تاسيان عددا من الهياكل العظمية. الأحافير تكون أطول وأقوى بشكل عام من العينات المصرية ما بعد الأسرية. في هذا الصدد، تتشابه هياكل عظمية في تاسيان مع تلك المرتبطة بثقافة مريمدي. علاوة على ذلك، رغم أن طاجين تاسيان هي عبارة عن دوالي خروف (مثل الرؤوس الطويلة) مثل العديد من الجماجم السابقة للتسلية، إلا أنها تمتلك قبوًا كبيرًا وعريضًا مثل قبضة مريمدي. تميل الجماجم التي تم استخراجها من المواقع الباريارية، والعمورية، والناتوفية إلى أن تكون أصغر حجما وضيقة.

## وصلات خارجية
- Tasian - digitalegypt.ucl.ac.uk